# 十月廣場 (明斯克)
十月廣場是位於白俄羅斯首都明斯克市中心的一座廣場，地處獨立大道沿線。廣場上的主要建築有明斯克文化宮、衛國戰爭博物館、共和國宮等。在白俄羅斯獨立之後，十月廣場經常是音樂會、社會政治活動的舉辦地。
53°54′09″N 27°33′41″E / 53.9025°N 27.5614°E